# Antonio Marsina
Antonio Marsina (* 12. Januar 1946 in Nardò) ist ein italienischer Schauspieler.

## Leben
Der gutaussehende, aber auch massiv wirkende Schauspieler begann seine Kinokarriere 1967 in für diesen äußerst produktiven Zeitabschnitt der italienischen Produktion sehr wenigen, kleineren Rollen. Mit seiner Darstellung des Arztes als Teil der Neuguinea-Expedition in Die weiße Göttin der Kannibalen begannen seine Angebote umfangreicher zu werden, ebenso seine Filmografie für die nächsten zehn Jahre. Dabei spielte Marsina häufig in der Nähe zur Psychose angelegte Charaktere der späten Genrephase in den 1980er Jahren wie den Söldner, der den Tod seiner Frau rächt in Der Tag des Söldners (1983), den Juwelier, dessen Frau von einem Räuber fasziniert ist, in Skrupellos (1986) oder den betrügerischen und aufschneiderischen Plattenproduzenten in Una donna di scoprire (1987). Von Mitte der 1980er Jahre an spielte er auch häufig in Fernsehserien, bis zu seinem Rückzug 2002.

## Filmografie (Auswahl)
- 1967: Ein Dollar zwischen den Zähnen (Un dollaro tra i denti)
- 1967: Komm Gorilla, schlag zu (Tiffany memorandum)
- 1970: Die Ranger (Rangers attacco ora X)
- 1975: Der Gorilla begleicht die Rechnung (Vai gorilla)
- 1976: Kaliber 38 - Genau zwischen die Augen (Quelli della calibro '38)
- 1976: Keoma – Das Lied des Todes (Keoma)
- 1976: Racket (Il grande racket)
- 1978: Die weiße Göttin der Kannibalen (La mntagna del dio cannibale)
- 1982: Die verzauberte Leinwand (La vela incantata)
- 1983: Im Wendekreis des Söldners (Tornado)
- 1983: Der Tag des Söldners (Rolf)
- 1984: Dagobert (Le bon Roi Dagobert)
- 1986: Skrupellos (Senza scrupoli)
- 1986: Die Fäuste des Champ (K'fafot)
- 1987: Una donna da scoprire
- 1988: Tentazione – Die Geschichte der A. (Tentazione)
- 1990: Malizia Today (Malizia oggi)
- 1996: Zwei Engel mit vier Fäusten: Das Geheimnis der fünf Kirchen (Noi siamo angeli: In cerca dell'Eldorado) (Fernsehfilm)
- 2002: Vento di ponente (Fernsehserie)